# Iuka (Illinois)
Iuka es una villa ubicada en el condado de Marion en el estado estadounidense de Illinois. En el Censo de 2010 tenía una población de 489 habitantes y una densidad poblacional de 238,09 personas por km².

## Geografía
Iuka se encuentra ubicada en las coordenadas 38°37′8″N 88°47′18″O / 38.61889, -88.78833. Según la Oficina del Censo de los Estados Unidos, Iuka tiene una superficie total de 2.05 km², de la cual 2.05 km² corresponden a tierra firme y (0.25%) 0.01 km² es agua.

## Demografía
Según el censo de 2010, había 489 personas residiendo en Iuka. La densidad de población era de 238,09 hab./km². De los 489 habitantes, Iuka estaba compuesto por el 98.36% blancos, el 1.23% eran afroamericanos, el 0% eran amerindios, el 0.2% eran asiáticos, el 0% eran isleños del Pacífico, el 0% eran de otras razas y el 0.2% pertenecían a dos o más razas. Del total de la población el 0.82% eran hispanos o latinos de cualquier raza.